# 谢布罗沃
谢布罗沃（羅馬化：Sebrovo）是俄罗斯伏尔加格勒州的市级镇，属米哈伊洛夫卡区，位于区行政中心米哈伊洛夫卡东北方、州府伏尔加格勒西北方。
该地2021年人口有4,929人；2010年人口4,935；2002年人口4,486；1989年人口5,114。